# Microdesmis haumaniana
Microdesmis haumaniana là một loài thực vật có hoa trong họ Pandaceae. Loài này được J.Léonard mô tả khoa học đầu tiên năm 1961.